# Tolosa-Hunt-Syndrom
Als Tolosa-Hunt-Syndrom, auch Ophthalmoplegia dolorosa, schmerzhafte Ophthalmoplegie, wird eine schmerzhafte Lähmung der Augenmuskeln bezeichnet, die erstmals 1954 von dem spanischen Neurochirurgen Eduardo Tolosa (1900–1981) und 1961 von seinem US-amerikanischen Fachkollegen William Edward Hunt (1921–1999) beschrieben wurde. Den Begriff des Tolosa-Hunt-Syndroms prägten J. Lawton Smith und David S.R. Taxdal 1966.
Die Patienten klagen über starke Schmerzen hinter dem Auge. Ferner treten auf der gleichen Seite Lähmungen der von den Nervus oculomotorius, Nervus trochlearis und Nervus abducens versorgten Augenmuskulatur auf. Auch können weitere Hirnnerven betroffen sein.
Zugrunde liegt eine chronische granulomatöse Entzündung im Bereich der sogenannten Orbitaspitze oder hinter der Orbita (Augenhöhle) in der Umgebung der Fissura orbitalis superior oder des Sinus cavernosus, einem Netz venöser Blutgefäße. Die Ursache dieser Entzündung ist unbekannt. Zur Behandlung werden Kortikoide eingesetzt. Die Prognose ist günstig, spontane Remissionen sind möglich; es können jedoch auch Rezidive auftreten. Die Diagnose erfordert den sicheren Ausschluss möglicher anderer Erkrankungen, die mit einer ähnlichen Symptomatik einhergehen können, etwa Tumoren, Traumen oder ein Aneurysma. Eine bildgebende Diagnostik ist daher in jedem Fall erforderlich.